# Водила, Ян
Ян Водила (словац. Ján Vodila; род. 5 марта 1961 года, Прешов, Чехословакия) — бывший чехословацкий хоккеист, игравший на позиции центрального нападающего.

## Карьера
Воспитанник хоккейной школы ХК «Прешов».
Выступал за клубы «Спарта» (Прага), «Дукла» (Йиглава), ВСЖ (Кошице), «КооКоо» (Коувола), «Попрад».
В чемпионатах Чехословакии — 428 матчей, 380 очков (186+194). В чемпионатах Финляндии — 39 матчей, 35 очков (14+21). В чемпионатах Италии — 28 матчей, 33 очка (19+14).
В составе национальной сборной Чехословакии провёл 42 матча, забил 2 гола: участник чемпионата мира 1986 (7 матчей, 0+4).
После окончания карьеры хоккеиста стал тренером. Работал с командами «ГКС» (Тыхы), ХК «Бардеёв», ХК «Прешов», ХК «Михаловце». В настоящее время занимает должность ассистента главного тренера венгерского клуба «Дунауйвароши Ацельбикак».

## Достижения
- Чемпион Чехословакии (1982, 1986, 1988)
- Чемпион Европы среди юниоров (1979)
- Лучший ассистент чемпионата Чехословакии 1985 (34 передачи)
- Лучший хоккеист плей-офф чемпионата Чехословакии (1988)